# Bank Millennium
Bank Millennium è un istituto bancario polacco attivo dal 1989, con sede a Varsavia, di proprietà della banca portoghese Banco Comercial Português (Millennium BCP). È una delle maggiori banche polacche e nel 2018 è stata la settima banca polacca in termini di valore patrimoniale.

## Storia
Bank Millennium venne fondata nel 1989 come Bank Inicjatyw Gospodarczych SA (BIG SA). Inizialmente, il 98% delle azioni era di proprietà di Warta, Poczta Polska, PZU, Universal e Transakcja (KC PZPR e ZSMP), mentre il 2% era detenuto da persone fisiche. Nel 1992, le azioni della banca, le prime di un istituto finanziario, sono state quotate alla Borsa di Varsavia. Nel 1997, Bank Millennium si è fusa con Bank Gdański SA. Un anno dopo, in collaborazione con il suo azionista e partner portoghese Banco Comercial Português (BCP), la banca ha lanciato la rete di servizi al dettaglio Millennium. Oggi, BCP detiene il 50,1% delle azioni di Bank Millennium.
Il 31 maggio 2019, Bank Millennium ha rilevato Euro Bank, grazie all'acquisizione del 99,79% delle azioni acquistate da Société Générale. Il 10 settembre dello stesso anno, l'Autorità di vigilanza finanziaria polacca (KNF) ha concesso l'autorizzazione alla fusione delle banche. Il 1º ottobre successivo, è avvenuta la fusione legale: Bank Millennium ed Euro Bank sono diventate un'unica banca.

## Operatività

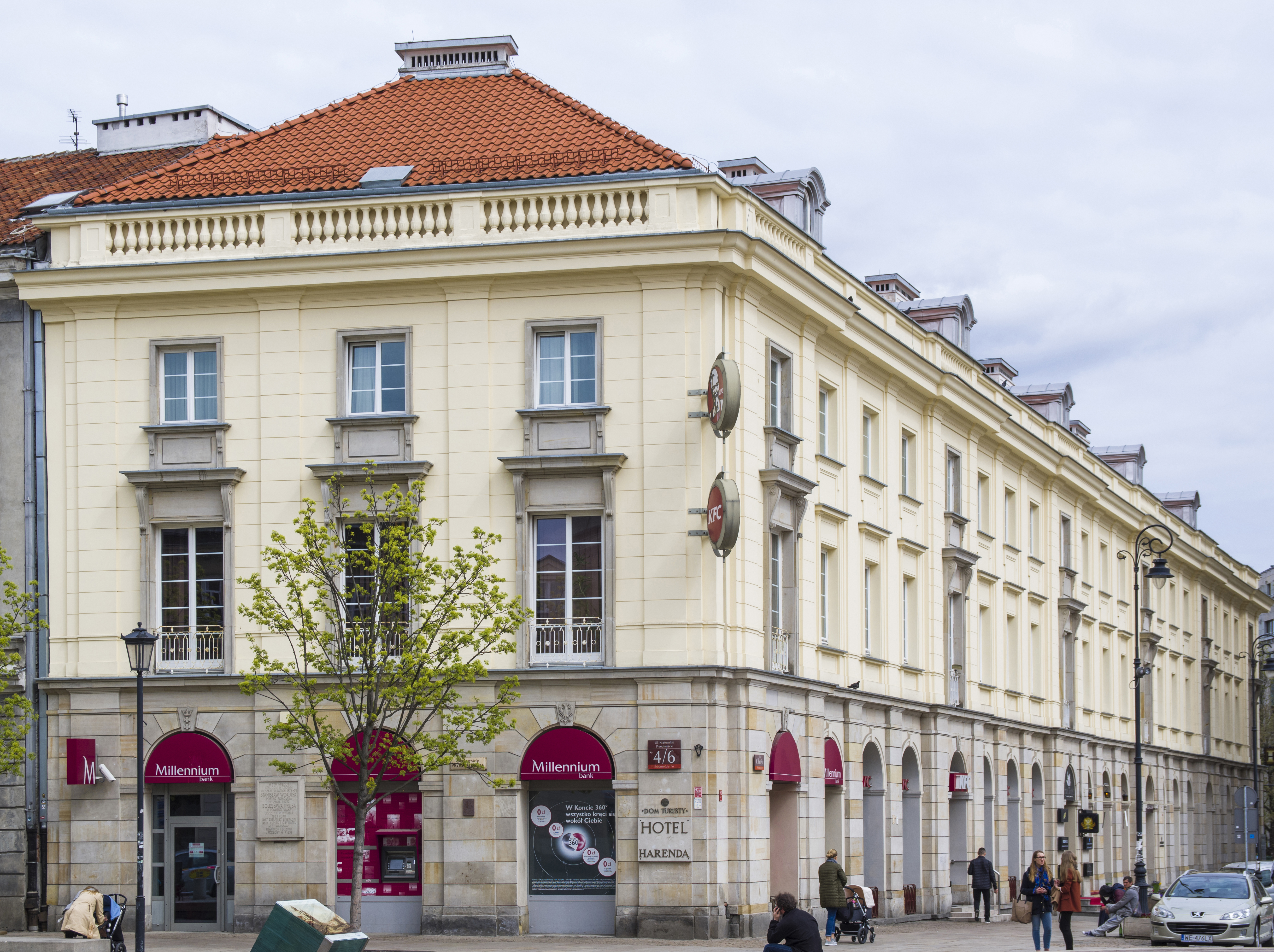
Una filiale di Bank Millennium a Varsavia, in Krakowskie Przedmieście

Secondo le stime, nel 2020, la banca contava oltre 2,6 milioni di clienti individuali attivi. Nella sua strategia di sviluppo, la banca si concentra sui moderni canali di servizio. Nello stesso anno, il numero di clienti che utilizzano attivamente l'electronic banking ha superato i 2 milioni, e l'applicazione mobile Millenet 1,7 milioni.
Inoltre, la banca possiede varie società controllate quali: Millennium Leasing (attività di leasing), Millennium Dom Maklerski (attività di brokeraggio), Millennium TFI (fondi comuni di investimento) e Millennium Goodie.
Dal 1992, è una società per azioni quotata alla Borsa di Varsavia e, al giorno d'oggi, le azioni della banca sono incluse negli indici WIG30 e Respect Index. Bank Millennium è inoltre inclusa nell'indice FTSE4Good Emerging, che comprende aziende di oltre 20 Paesi che si distinguono in termini di impegno ambientale, responsabilità sociale d'impresa e corporate governance.

## Struttura azionaria
Al 2024, i principali azionari di Bank Millennium sono:
- Banco Comercial Português S.A., 50,10%
- Nationale-Nederlanden OFE, 8,90%
- Allianz Polska OFE, 8,32%
- OFE PZU „Złota Jesień", 5,40%